# Reostato
O reóstato é um dispositivo utilizado para variar a resistência de um circuito e, assim, aumenta-se ou diminui-se a quantidade de energia elétrica que será transformada em térmica por exemplo (no caso de chuveiros ou coisas do gênero). Com a variação da resistência total do circuito, o valor da corrente elétrica deste circuito também sofrerá variação. Dessa forma, é possível utilizar o reóstato quando deseja-se fazer o controle de corrente elétrica de um circuito, como por exemplo no controle de excitação de um motor de corrente contínua com o campo em derivação. Por definição, reostatos são dispositivos tais que podemos variar a sua forma ou as suas dimensões, de modo a obter uma resistência variável.

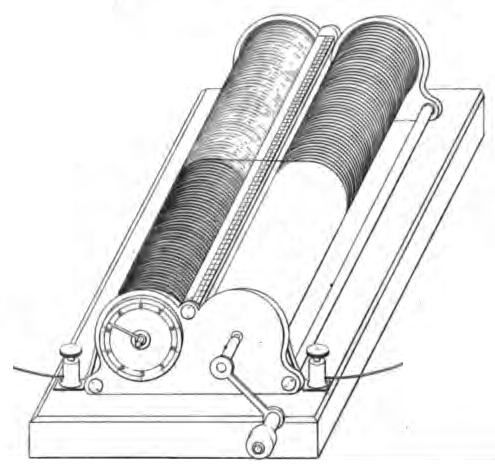
Reóstato de Charles Wheatstone de 1843

## Tipos

### Variação Contínua
O reóstato de variação contínua, comumente denominado potenciômetro, apresenta uma resistência que pode assumir qualquer valor entre zero e um dado o valor máximo específico. Este tipo de reóstato é constituído basicamente por um condutor de um determinado comprimento e um cursor que se move ao longo do condutor. Nestas condições, variando-se a posição do cursor, variamos o comprimento do condutor e, portanto, a sua resistência elétrica.

### Variação Descontínua
O reóstato de variação descontínua somente pode assumir determinados valores decorrentes do fato de sua construção ser feita a partir de um conjunto de resistores com resistências bem determinadas.